# Astronauti
Astronauti je dobrodružný sci-fi román spisovatele Stanisława Lema z roku 1951. Pojednává o kosmické výpravě na planetu Venuši, jejíž civilizace plánovala napadnout Zemi. Je to první Lemův vědeckofantastický román. Je poplatný době svého vzniku – odehrává se v optimistické komunistické budoucnosti lidstva, situované do počátku 21. století. Naopak Venuše je mementem civilizace, která podlehla jaderné válce (v době psaní románu již probíhala studená válka).
První český překlad vyšel v roce 1956 s ilustracemi Teodora Rotrekla, následovaly překlady do mnoha dalších jazyků.

## Děj
Během zúrodňování Sibiře na počátku 21. století je nalezen záznam, dokazující, že Tunguzský meteorit byl ve skutečnosti kosmickou lodí z Venuše. Z nalezeného záznamu je patrné, že Venušané nenalezli známky civilizace, což připadá lidem podivné. K Venuši je vypravena jaderná kosmická loď s mezinárodní posádkou. Ta objeví trosky vyspělé civilizace, zničené jadernou válkou. Postupně během průzkumu zpestřeného řadou dobrodružství dává dohromady obraz technologické civilizace Venušanů. Ze zbytků vyspělé technologie a nalezených záznamů odhalí plány na invazi na Zemi, přerušené jadernou válkou.

## Filmová adaptace
V roce 1960 byl román zfilmován v koprodukci NDR/Polska pod názvem Mlčící hvězda (německy Der schweigende Stern). Režie Hieronim Przybyl, Kurt Maetzig, Hugo Grimaldi, hrají Yoko Tani, Eduard von Winterstein, Ruth – Maria Kubitschek, Oldřich Lukeš, Günther Simon, Lucyna Winnicka.

## Rozhlasová hra
Dramatizace Tomáš Vondrovic. Překlad Jaroslav Simonides. Hudba Luboš Fišer. Na klavír hraje Luboš Fišer. Zvuková režie a elektrofonické efekty Ing. Adolf Řípa. Zvukové efekty Artur Šviha. Střih a mixáž Jiří Bartoš. Asistentka režie Alena Sekerová. Realizace alba Jiří Šrámek. Režie Ladislav Rybišar.
Osoby a obsazení: profesor Arseňjev (Martin Růžek), prof. Čandrasékhar (Vladimír Ráž), doktor Reiner (Otakar Brousek), doktor Tarland (Vladimír Brabec), inženýr Osvatič (Josef Langmiler), inženýr Soltyk (Čestmír Řanda), pilot Smith (Milan Mach), hlas ze Země (Bohumil Švarc), hlas prvního kovového broučka (Zdeněk Ornest), hlas druhého kovového broučka (Oldřich Unger).
Nahráno 10.-29. října 1973 v pražském studiu Lucerna. Vydal Supraphon ve spolupráci s Hifi-klubem Svazarmu v roce 1974 společně s nahrávkou Osada Havranů (1 LP, 1 18 1662, 45 min.).